# Цехоцинек
Цехоци́нек (пол. Ciechocinek)  —  город  в Польше, входит в Куявско-Поморское воеводство,  Александрувский повят.  Имеет статус городской гмины. Занимает площадь 15.26 км². Население — 10 869 человек (на 1.01.2006 год).

## Население

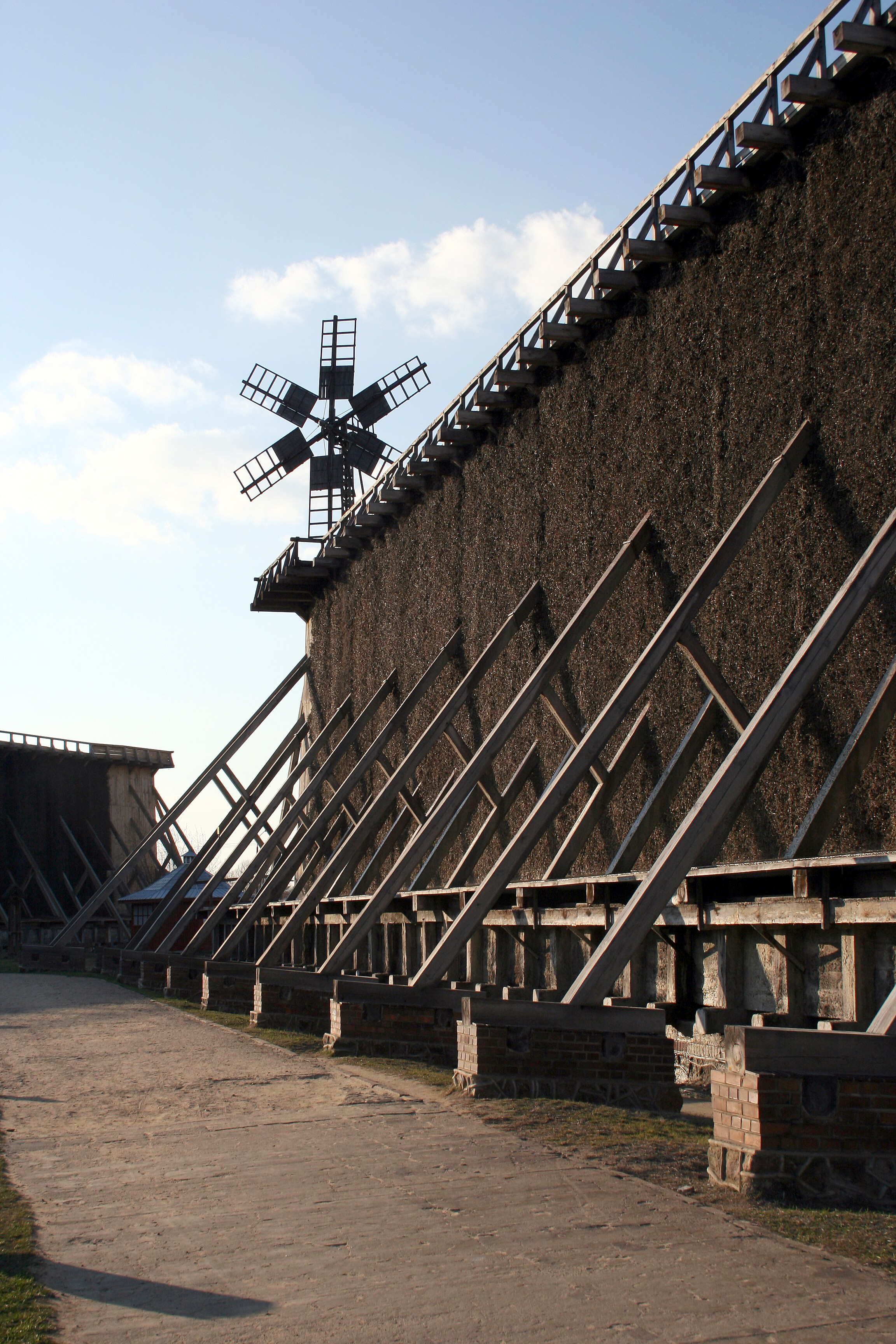
Цехоцинек

Данные за 31 декабря 2011 года:
| Описание                      | Всего | Мужчин | Женщин |
| ----------------------------- | ----- | ------ | ------ |
| Население                     | 10880 | 5968   | 4912   |
| Плотность население (чел/км²) | 713   | 391,1  | 321,9  |

## Название
Происхождения названия города не имеет однозначности. Существует несколько теорий:
- Первая исходит от славянского имени основателя города или властителя Ciechoty,
- Вторая от дробления старого названия села Ciechocin лежащего на реке Дрвенце.
- Третья версия возникла благодаря местной легенде о Ciechu и Cinie. Легенда очень похожа на легенду о создании Варшавы (легенда о Warsie i Sawie).

Первое упоминание о селе Ciechocino относится к 1379 году. Название же города Цехоци́нек впервые появилось в 1520 году.

## Персоналии
- Клопман, Эдвард фон